# Methiothepin
Methiothepin ist ein Arzneistoff aus der Gruppe der Trizyklika, der jedoch nie die Marktreife erreichte. Er wirkt als nicht-selektiver Antagonist an Serotonin-, Dopamin- und adrenergen Rezeptoren und hat antipsychotische Eigenschaften.